# Mao (manga)
Pour les articles homonymes, voir Mao.
Mao (マオ) est un manga de Rumiko Takahashi d'aventure, de fantaisie noire et d'horreur. Il est prépublié hebdomadairement depuis le 8 mai 2019 dans le Weekly Shōnen Sunday de l'éditeur Shōgakukan et est compilé en vingt-quatre tankōbon en mai 2025. Une version française est publiée par Glénat depuis juillet 2020.

## Synopsis
Nanoka, une jeune fille de 7 ans, fut sauvée d'un grave accident de voiture au centre commercial de Gogyō, emportant ses deux parents. Elle se retrouve aujourd'hui en troisième année de collège, revenant sur les lieux de l'accident, et trouve un portail qui l'emmène dans le Japon de l'ère Taishō. Elle y rencontrera Mao et son fidèle compagnon Otoya. En suivant Mao dans ses enquêtes et sa recherche du monstre qui l'a maudite, Nanoka va tenter de percer le mystère de cet accident et se rendra compte que Mao et elle ont des choses sinistres en commun.

## Personnages
Mao (摩緒)
Un maître onmyōji et ancien disciple du clan Goko, c'est un homme à la recherche de Byōki, un puissant démon qui le maudit il y a neuf-cents ans. Mao est pourchassé par cinq anciens disciples du clan Goko pour le tuer. Mao est le détenteur d'un sabre surpuissant capable de tuer n'importe quel être en travers de son chemin.
Nanoka Kiba (黄葉 菜花)
Âgée de 15 ans et survivante d'un mystérieux accident de voiture, Nanoka voyage à travers un portail qui lui permet d'arriver au Japon de l'ère Taishō, où elle enquête avec Mao sur les visions qu'elle eut pendant cet accident.
Otoya (乙弥)
Un shikigami et fidèle assistant de Mao, il aide son maître et Nanoka dans leurs enquêtes.
Byōki (猫鬼)
Un démon ressemblant à un chat, qui maudit Mao et Nanoka. Byōki possède de nombreux pouvoirs.
Hyakka (百火)
Doyen de quelques jours de Mao et disciple dans le clan Goko, il utilise de la magie de feu.
Sana (紗那)
Fille du maître du clan Goko, elle devait épouser Mao.
Tenko (貂子)
Tenko est une serveuse à son Milk Bar et associée à Mao, elle informe régulièrement celui-ci sur ce qui se passe. Derrière son apparence humaine, elle est en réalité un ayakashi.
Uozumi (魚住)
Servante du grand-père de Nanoka, lui donnant avant chaque départ pour l'école un smoothie infect. Elle est un shikigami créé par Mao pour s'occuper de Nanoka.

## Manga
Le manga est prépublié hebdomadairement depuis le 23e numéro du Weekly Shōnen Sunday, sorti le 8 mai 2019. Les chapitres sont rassemblés et édités dans le format tankōbon par Shōgakukan avec le premier volume publié en septembre 2019. Il s'agit du premier travail de Rumiko Takahashi en 1 an et 5 mois depuis la fin de Rinne, la série partage aussi des similitudes avec Inu-Yasha, le manga le plus long que la dessinatrice ait réalisé.
Une version française de la série est premièrement annoncée le 29 janvier 2020 par l'éditeur Glénat,, dont les deux premiers tomes sont sortis en juillet 2020. En Italie, le manga est édité par Star Comics. La version en indonésien est publiée par Elex Media Komputindo.

### Liste des volumes

#### Volumes 1 à 10
| no | Japonais          | Japonais          | Français         | Français          |
| no | Date de sortie    | ISBN              | Date de sortie   | ISBN              |
| --- | ----------------- | ----------------- | ---------------- | ----------------- |
| 1 | 18 septembre 2019 | 978-4-09-129310-7 | 1er juillet 2020 | 978-2-344-04293-9 |
| Liste des chapitres : - Chapitre 1 - Nanoka (菜花) - Chapitre 2 - Mao (摩緒) - Chapitre 3 - Au-delà du portail (ゲートの向こう, Gēto no Mukō) - Chapitre 4 - Le vicomte sans visage (顔のない子爵, Kao no Nai Shishaku) - Chapitre 5 - La femme-araignée (蜘蛛女, Kumo On'na) - Chapitre 6 - Les maudits (呪われた者, Norowareta Mono) - Chapitre 7 - L'effondrement (陥没事故, Kanbotsu Jiko) - Chapitre 8 - Longévité sous influence (寿命を操る, Jumyō wo Ayatsuru) |                   |                   |                  |                   |
| 2 | 18 novembre 2019  | 978-4-09-129446-3 | 1er juillet 2020 | 978-2-344-04294-6 |
| Liste des chapitres : - Chapitre 9 - La tanière du démon (鬼神の出処, Kishin no Shussho) - Chapitre 10 - L'envers de la secte (教団の裏側, Kyōdan no Uragawa) - Chapitre 11 - Le contre-sort (呪い返し, Noroi Gaeshi) - Chapitre 12 - La prophétie de Shoko (鐘呼さまの予言, Shouko-sama no Yogen) - Chapitre 13 - La clef de voûte (要石, Kanameishi) - Chapitre 14 - Les gardiennes de la barrière (結界の守人, Kekkai no Moribito) - Chapitre 15 - L'appât (囮, Otori) - Chapitre 16 - Les mâchoires d'eau (水の顎, Mizu no Agito) - Chapitre 17 - Mes souvenirs de ce jour (あの日の記憶, Ano hi no Kioku) - Chapitre 18 - Au commencement (始まり, Hajimari)                          |                   |                   |                  |                   |
| 3 | 17 janvier 2020   | 978-4-09-129547-7 | 21 octobre 2020  | 978-2-34-404364-6 |
| Liste des chapitres : - Chapitre 19 - Byoki (猫鬼, Byōki) - Chapitre 20 - Les sept queues (七又の尾, Nanamata no o) - Chapitre 21 - Le nouveau réceptacle (新しい器, Atarashī utsuwa) - Chapitre 22 - Le familier protecteur (守護の式神, Shugo no Shikigami) - Chapitre 23 - Uozumi (魚住さん, Uozumi-san) - Chapitre 24 - Le Ryounkaku (凌雲閣, Ryōunkaku) - Chapitre 25 - Hyakka, le disciple aîné (兄弟子百火, Anideshi Hyakka) - Chapitre 26 - La lame porte-malheur (不吉の太刀, Fukitsu no Tachi) - Chapitre 27 - Haimaru (灰丸) - Chapitre 28 - Kuchinawa (朽縄) |                   |                   |                  |                   |
| 4 | 18 mai 2020       | 978-4-09-850078-9 | 6 janvier 2021   | 978-2-34-404563-3 |
| Liste des chapitres : - Chapitre 29 - Tel est ton nom (男の名は, Otoko no na wa) - Chapitre 30 - Les familiers venus de l'ouest (西から来た式神, Nishi kara kita Shikigami) - Chapitre 31 - Une arme venue de terre (土と形代, Tsuchi yo Katashiro) - Chapitre 32 - Le maître des familiers (式神の主, Shikigami no Aruji) - Chapitre 33 - Mokuzu (藻久不) - Chapitre 34 - La fosse à toxines (蟲毒の穴, Kodoku no Ana) - Chapitre 35 - Le seigneur de Taizan (泰山府君, Taizan Fukun) - Chapitre 36 - Le visiteur de la pluie (雨の訪問者, Ame no Hōmon-sha) - Chapitre 37 - La jarre à toxines (蠱毒の壺, Kodoku no Tsubo) - Chapitre 38 - Le lien de sang (血の交わり, Chi no Makiwari) |                   |                   |                  |                   |
| 5 | 18 août 2020      | 978-4-09-850174-8 | 7 avril 2021     | 978-2-34-404632-6 |
| Liste des chapitres : - Chapitre 39 - Masago (真砂) - Chapitre 40 - Shiranui (不知火) - Chapitre 41 - Avertissement (警告, Keikoku) - Chapitre 42 - Discussion tripartite (鼎談, Teidan) - Chapitre 43 - Le bon (与える者, Aterumono) - Chapitre 44 - Chassé-croisé (すれ違い, Sure Chigai) - Chapitre 45 - Le masque de fer (鉄仮面, Tekkamen) - Chapitre 46 - Yurako (幽羅子) - Chapitre 47 - La fin de Sana (沙那の最期, Sana no Saigo) - Chapitre 48 - Le familier de métal (金の式神, Kin no Shikigami) |                   |                   |                  |                   |
| 6 | 16 octobre 2020   | 978-4-09-850266-0 | 7 juillet 2021   | 978-2-34-404767-5 |
| Liste des chapitres : - Chapitre 49 - La grotte aux ossements (白骨洞, Byakkoddō) - Chapitre 50 - Les jambes de Shiranui (不知火の足, Shiranui no Ashi) - Chapitre 51 - Les boules de Nanoka (菜花の疑念, Nanoka no Ginen) - Chapitre 52 - Le clan maudit (呪いの家, Noroi no Ie) - Chapitre 53 - Derrière le masque (仮面の下, Kamen no Shita) - Chapitre 54 - Hakubi (白眉) - Chapitre 55 - La fille du clan Goko (御降家の女, Go Kou ke no Onna) - Chapitre 56 - En dehors des cinq éléments (相剋の外, Sōsoku no Soto) - Chapitre 57 - Sommeil profond (覚めない, Samenai) - Chapitre 58 - Maogui (マオグイ)                                                                           |                   |                   |                  |                   |
| 7 | 18 janvier 2021   | 978-4-09-850385-8 | 20 octobre 2021  | 978-2-34-404901-3 |
| Liste des chapitres : - Chapitre 59 - La maison des orphelins (捨童子の家, Sutedōji no ie) - Chapitre 60 - Le cataplasme de terre (土薬, Tsuchi kusuri) - Chapitre 61 - Natsuno (夏野) - Chapitre 62 - La mort de Daigo (大五の死, Daigo no Shi) - Chapitre 63 - L'invocation d'âme (魂おろし, Tama Oroshi) - Chapitre 64 - Le sanctuaire des fonds marins (海底の社, Kaitei no Sha) - Chapitre 65 - Le cycle des cinq couleurs (五色堂の輪, Goshikidō no Wa) - Chapitre 66 - Au cœur de l'essence noire (邪気の中, Jyaki no Naka) - Chapitre 67 - Protection divine (加護, Kago) - Chapitre 68 - La dépouille impérissable (朽ちない亡骸, Kuchinai Nakigara)                              |                   |                   |                  |                   |
| 8 | 17 mars 2021      | 978-4-09-850395-7 | 16 février 2022  | 978-2-34-405007-1 |
| Liste des chapitres : - Chapitre 69 - Le cœur de Sana (紗那の心臓, Sana no Shinzō) - Chapitre 70 - L'exorcisme (憑きもの落とし, Tsukimono Otoshi) - Chapitre 71 - Le tueur opportuniste (通り魔, Tōrima) - Chapitre 72 - Le fauve (獣, Kemono) - Chapitre 73 - Le trésor du clan Kagami (加神家の家宝, Kagamike no Kahō) - Chapitre 74 - L'espoir de Soma (双馬の望み, Soma no Nozomi) - Chapitre 75 - L'aiguille du marionnettiste (傀儡の針, Kugutsu no Hari) - Chapitre 76 - Trancher le fauve (獣を斬る, Kemono wo Kiru) - Chapitre 77 - Nanoka joue son va-tout (捨て身, Sutemi) - Chapitre 78 - Le patient somnambule (夜歩く患者, Yoru-Aruku Kanja)                                 |                   |                   |                  |                   |
| 9 | 16 juillet 2021   | 978-4-09-850531-9 | 4 mai 2022       | 978-2-34-405264-8 |
| Liste des chapitres : - Chapitre 79 - 百年目 (Hyakunenme) - Chapitre 80 - 悲田院 (Hidenin) - Chapitre 81 - 契約 (Keiyaku) - Chapitre 82 - 村芝居の一座 (Murashibai no Ichiza) - Chapitre 83 - 右手 (Migite) - Chapitre 84 - 呪い遊び (Noroi Asobi) - Chapitre 85 - かがり (Kagari) - Chapitre 86 - 針の跡 (Hari no Ato) - Chapitre 87 - 幽鬼と羅刹 (Yūki to Rasetsu) - Chapitre 88 - 幽羅子の世界 (Yurako no Sekai) |                   |                   |                  |                   |
| 10 | 18 octobre 2021   | 978-4-09-850723-8 | 24 août 2022     | 978-2-34-405381-2 |
| Liste des chapitres : - Chapitre 89 - いたわり (Itawari) - Chapitre 90 - 言葉は呪い (Kotoba wa Noroi) - Chapitre 91 - 苛火虫 (Kakachu) - Chapitre 92 - 漣次 (Renji) - Chapitre 93 - 生死の選択 (Seishi no Sentaku) - Chapitre 94 - 延命の庭 (Enmei no Niwa) - Chapitre 95 - 野望 (Yabō) - Chapitre 96 - 白眉の胸中 (Hakubi no Kyōchū) - Chapitre 97 - 家の事情 (Ke no jijō) - Chapitre 98 - 最初の被害者 (Saisho no Higaisha) |                   |                   |                  |                   |

#### Volumes 11 à 20
| no | Japonais         | Japonais          | Français        | Français          |
| no | Date de sortie   | ISBN              | Date de sortie  | ISBN              |
| --- | ---------------- | ----------------- | --------------- | ----------------- |
| 11 | 18 janvier 2022  | 978-4-09-850867-9 | 4 janvier 2023  | 978-2-34-405589-2 |
| Liste des chapitres : - Chapitre 99 - 護り刀 (Mamori Katana) - Chapitre 100 - 呪い移し (Noroi Utsushi) - Chapitre 101 - 冥命堂 (Meimeido) - Chapitre 102 - 双馬の使命 (Soma no Shimei) - Chapitre 103 - 殺す覚悟 (Korosu Kakugo) - Chapitre 104 - 地血丸 (Akanemaru) - Chapitre 105 - 刀の主 (Katana no Aruji) - Chapitre 106 - 駆け引き (Kakehiki) - Chapitre 107 - 魔緒の焦り (Mao no Aseri) - Chapitre 108 - 慈善家夫婦 (Jizenkafufuu)                                        |                  |                   |                 |                   |
| 12 | 17 mars 2022     | 978-4-09-851008-5 | 3 mai 2023      | 978-2-34-405590-8 |
| Liste des chapitres : - Chapitre 109 : 月琴 (Gekkin) - Chapitre 110 : 人間の蟲毒 (Ningen no Kodoku) - Chapitre 111 : 巨大な呪具 (Meimeido) - Chapitre 112 : 弱点 (Jakuten) - Chapitre 113 : 鞄の手 (Kaban no Tei) - Chapitre 114 : 西洋館の薬局 (Seiyō-kan no Yakkyoku) - Chapitre 115 : 作業場 (Sagyouba) - Chapitre 116 : 血の一撃 (Chi no Ichi Geki) - Chapitre 117 : 土鈴 (Dorei) - Chapitre 118 : 床下 (Yugashita)                                                          |                  |                   |                 |                   |
| 13 | 17 juin 2022     | 978-4-09-851151-8 | 23 août 2023    | 978-2-34-405658-5 |
| Liste des chapitres : - Chapitre 119 : 抜け殻 (Nuke Gara) - Chapitre 120 : 睨み火 (Nirami hi) - Chapitre 121 : 本物 (Honmono) - Chapitre 122 : 青い光の玉 (Aoi Hikari no Tama) - Chapitre 123 : 雨乞い (Amakoi) - Chapitre 124 : 乗っ取り屋 (Nottoriya) - Chapitre 125 : 魄の種 (Haku no Tane) - Chapitre 126 : 御手園村 (Mitazono Mura) - Chapitre 127 : 芽生の決意 (Mei no Ketsui) - Chapitre 128 : 廃屋の祟り (Haioku no Tatari)                                              |                  |                   |                 |                   |
| 14 | 12 octobre 2022  | 978-4-09-851262-1 | 4 octobre 2023  | 978-2-34-405828-2 |
| Liste des chapitres : - Chapitre 129 : 井戸の邪気 (Ido no Jaki) - Chapitre 130 : 祟り神 (Tatari Gami) - Chapitre 131 : 地の気 (Chi no ki) - Chapitre 132 : まっすぐ言葉 (Massugu kotoba) - Chapitre 133 : 呪い屋の姉妹 (Noroi-ya no shimai) - Chapitre 134 : 針と刀 (Hari to katana) - Chapitre 135 : 力の差 (Chikara no sa) - Chapitre 136 : 姉の立場 (Ane no tachiba) - Chapitre 137 : 裁きの面 (Sabaki no men) - Chapitre 138 : 火脅 (Hakyo)                                  |                  |                   |                 |                   |
| 15 | 18 janvier 2023  | 978-4-09-851534-9 | 3 janvier 2024  | 978-2-34-405953-1 |
| Liste des chapitres : - Chapitre 139 : 流石 (Sasuga) - Chapitre 140 : 面の始末 (Men no Shimatsu) - Chapitre 141 : 隠れ家の異変 (Kakure ka no Ihen) - Chapitre 142 : 本当の顔 (Hanto no Kao) - Chapitre 143 : 双子の役割 (Futago no Yakuwari) - Chapitre 144 : 配剤し (Haizaishi) - Chapitre 145 : 天からの授かりもの (Ten Kara no Sazukarimono) - Chapitre 146 : 生死を握る (Seishi o Nigiru) - Chapitre 147 : 化け猫 (Bake neko) - Chapitre 148 : 囚われた男 (Torawareta Otoko) |                  |                   |                 |                   |
| 16 | 18 avril 2023    | 978-4-09-852029-9 | 3 avril 2024    | 978-2-34-406150-3 |
| Liste des chapitres : - Chapitre 149 : 邂逅 (Kaigō) - Chapitre 150 : 猫鬼の企み (Byoki no Takurami) - Chapitre 151 : 尋ね人 (Tazune Bito) - Chapitre 152 : 羽月 (Hazuki) - Chapitre 153 : 鳳家の祈祷所 (Otori-ke no Kitōjo) - Chapitre 154 : おじさん (Ojisan) - Chapitre 155 : 朱雀石 (Suzaku Ishi) - Chapitre 156 : 代替わり (Daigawari) - Chapitre 157 : 先代の呪い (Sendai no Noroi) - Chapitre 158 : 末裔 (Matsuei)                                                         |                  |                   |                 |                   |
| 17 | 18 août 2023     | 978-4-09-852614-7 | 21 août 2024    | 978-2-34-406494-8 |
| Liste des chapitres : - Chapitre 159 : 正式な仕事 (Seishikina Shigoto) - Chapitre 160 : 覚悟の理由 (Kakugo no Riyū) - Chapitre 161 : 夏野の生死 (Natsuno no Seishi) - Chapitre 162 : 魂の礼物 (Tamashī no Reimotsu) - Chapitre 163 : 治療の依頼 (Chiryō no Irai) - Chapitre 164 : 言葉の毒 (Kotoba no Doku) - Chapitre 165 : 光 (Hikari) - Chapitre 166 : 化生の匣 (Kasei no Hako) - Chapitre 167 : 匣の行方 (Hako no Yukue) - Chapitre 168 : 移動する呪具 (Idōsuru Jugu)        |                  |                   |                 |                   |
| 18 | 17 novembre 2023 | 978-4-09-853012-0 | 16 octobre 2024 | 978-2-34-406558-7 |
| Liste des chapitres : - Chapitre 169 : 終わらぬ惨劇 (Owaranu Sangeki) - Chapitre 170 : 包囲 (Hōi) - Chapitre 171 : 匣の主 (Kushige no Omo) - Chapitre 172 : 成長 (Seichō) - Chapitre 173 : 紙の狐 (Kami no Kitsune) - Chapitre 174 : 黒い針 (Kuroi Hari) - Chapitre 175 : 呪いの痛み (Noroi no Itami) - Chapitre 176 : かがりの選択 (Kagari no Seitaku) - Chapitre 177 : 人身御供の村 (Hitomigoku no Mura) - Chapitre 178 : 儀式 (Gishiki)                                       |                  |                   |                 |                   |
| 19 | 16 février 2024  | 978-4-09-853112-7 | 5 mars 2025     | 978-2-34-406585-3 |
| Liste des chapitres : - Chapitre 179 : 水流 (Suiryu) - Chapitre 180 : 断罪 (Danzai) - Chapitre 181 : 選んだ道 (Eranda Michi) - Chapitre 182 : 不忍池 (Shinobazu no Ike) - Chapitre 183 : 命の出処 (Inochi no Shussho) - Chapitre 184 : 青い瞳 (Aoi Hitomi) - Chapitre 185 : 鵺丸塚 (Neumaru Tsuka) - Chapitre 186 : 即身仏 (Sokushinbutsu) - Chapitre 187 : 土鉿の導き (Tsuchi no Michibiki) - Chapitre 188 : 怒りの象徴 (Ikari no Shocho)                                       |                  |                   |                 |                   |
| 20 | 17 mai 2024      | 978-4-09-853294-0 | —               |                   |
| Liste des chapitres : - Chapitre 189 : 爪跡 (Tsumeato) - Chapitre 190 : 獣の顔 (Kemono no Kao) - Chapitre 191 : 修復の代償 (Shūfuku no Daishō) - Chapitre 192 : 人の心 (Hito no Kokoro) - Chapitre 193 : その先 (Sono Saki) - Chapitre 194 : 祓う力 (Harau Chikara) - Chapitre 195 : 猫鬼と幽羅子 (Byoki to Yurako) - Chapitre 196 : 幽羅子の望み (Yurako no Nozomi) - Chapitre 197 : 魂の在所 (Tamashī no Zaisho) - Chapitre 198 : 暗い影 (Kurai Kage)                          |                  |                   |                 |                   |

#### Volumes 21 à aujourd'hui
| no | Japonais         | Japonais          | Français       | Français |
| no | Date de sortie   | ISBN              | Date de sortie | ISBN     |
| --- | ---------------- | ----------------- | -------------- | -------- |
| 21 | 17 août 2024     | 978-4-09-853545-3 | —              |          |
| Liste des chapitres : - Chapitre 199 : 呪った理由 (Norotta Wake) - Chapitre 200 : 呪う覚悟 (Narau Kakugo) - Chapitre 201 : 子寄せの笛 (Koyose no Fue) - Chapitre 202 : 笛使い (Fuetsukai) - Chapitre 203 : 笛の音の呪縛 (Fue no ne no Jubaku) - Chapitre 204 : 生人形 (Ikiningyō) - Chapitre 205 : 人形師 (Ningyōshi) - Chapitre 206 : 人形工房 (Ningyō Kōbō) - Chapitre 207 : 動力 (Dōryoku) - Chapitre 208 : 耐えがたい罰 (Taegatai Batsu) |                  |                   |                |          |
| 22 | 18 novembre 2024 | 978-4-09-853679-5 | —              |          |
| Liste des chapitres : - Chapitre 209 : 金尅木 (Kin Koku Moku) - Chapitre 210 : 見せしめ (Miseshime) - Chapitre 211 : 黒い蛇 (Kuroi Hebi) - Chapitre 212 : 分離 (Bunri) - Chapitre 213 : 不安 (Fuan) - Chapitre 214 : 鬼の腕 (Oni no Ude) - Chapitre 215 : 身代わり (Migawari) - Chapitre 216 : 祈り (Inori) - Chapitre 217 : 悪夢 (Akumu) - Chapitre 218 : 血と香木 (Chi to Kōboku) |                  |                   |                |          |
| 23 | 18 février 2025  | 978-4-09-854009-9 | —              |          |
| Liste des chapitres : - Chapitre 219 : 大五の加護 (Daigo no Kago) - Chapitre 220 : 警告 (Keikoku) - Chapitre 221 : 別れの言葉 (Wakare no Kotoba) - Chapitre 222 : 始まりの場所 (Hajimari no Basho) - Chapitre 223 : 不死の呪い (Fushi no Noroi) - Chapitre 224 : 壺結の術 (Koketsu no Jutsu) - Chapitre 225 : 不知火の罪 (Shiranui no Tsumi) - Chapitre 226 : 御降家の舟 (Gokoke no Fune) - Chapitre 227 : 不死身の化け物 (Fujimi no Bakemono) - Chapitre 228 : 身内の情 (Miuchi no Jō) |                  |                   |                |          |
| 24 | 16 mai 2025      | 978-4-09-854112-6 | —              |          |
| Liste des chapitres : - Chapitre 229 : 望みと救い (Nozomi to Sukui) - Chapitre 230 : 造顔師 (Zouganshi) - Chapitre 231 : 顔と薬 (Kao to Kusuri) - Chapitre 232 : 壺の中の顔 (Tsubo no Naka no Kao) - Chapitre 233 : 強く (Tsuyoku) - Chapitre 234 : 戻ってきた厄災 (Modottekita Yakusai) - Chapitre 235 : 火と水 (Ka to Sui) - Chapitre 236 : 土克水 (Dokusui) - Chapitre 237 : 味方 (Mikata) - Chapitre 238 : 恨みと望み (Urami to Nozomi) |                  |                   |                |          |
| 25 | 18 août 2025     | 978-4-09-854208-6 | —              |          |
| Liste des chapitres : - Chapitre 239 : 銅鏡 (Dōkyō) - Chapitre 240 : 海龍鏡 (Kairyukyo) - Chapitre 241 : 加護と殺意 (Kago to Satsui) - Chapitre 242 : 刻印 (Kokuin) - Chapitre 243 : 不知火の社 (Shiranui no Yashiro) - Chapitre 244 : 追席 (Tsuseki) - Chapitre 245 : 温もり (Nukumori) - Chapitre 246 : 槍の行方 (Yari no Yukue) - Chapitre 247 : 憎悪 (Zōo) - Chapitre 248 : 針と獣 (Hari to Kemono) |                  |                   |                |          |
| — |                  |                   |                |          |
| Liste des chapitres : - Chapitre 249 : 双馬の殺意 (Soma no Satsui) - Chapitre 250 : 血と土 (Chi to Tsuchi) - Chapitre 251 : 獣を祓う (Kemono o Harau) - Chapitre 252 : 鉄鼠 (Tesso) - Chapitre 253 : 蝕まれた体 (Mushibama reta Karada) - Chapitre 254 : 殺した男 (Koroshita Otoko) - Chapitre 255 : 渦の中 (Uzu no Naka) - Chapitre 256 : 狙い (Nerai) - Chapitre 257 : 不知火の狙い (Shiranui no Nerai) - Chapitre 258 : 疑惑の芽生え (Giwaku no Mebae) - Chapitre 259 : 密告 (Mikkoku) - Chapitre 260 : 獣の腕 (Kemono no Ude) - Chapitre 261 : 山の怪異 (Yama no Kaii) - Chapitre 262 : 後始末 (Atoshimatsu) - Chapitre 263 : 元気出して (Genki Dashite) - Chapitre 264 : 姥捨山 (Ubasuteyama) - Chapitre 265 : 霊安塔 (Reiantou) - Chapitre 266 : 宿リ蛾 (Yadori ga) - Chapitre 267 : 予行練習 (Yoko Renshu) - Chapitre 268 : 妖狐針 (Yokoshin) - Chapitre 269 : 相打ち (Aiuchi) - Chapitre 270 : 無力 (Muryoku) - Chapitre 271 : 弟たち (Ototo-tachi) - Chapitre 272 : 兄の思い (Ani no Omoi) - Chapitre 273 : 反逆 (Hangyaku) - Chapitre 274 : 最後の顔 (Saigo no Kao) - Chapitre 275 : 黒髪 (Kuro Kami) - Chapitre 276 : 死の幻影 (Shi no Genei) - Chapitre 277 : 髪の霊力 (Kami no Reiryoku) - Chapitre 278 : 土殺しの苔 (Tsuchigoroshi no Koke) - Chapitre 279 : たた二人で (Tata Futari de) - Chapitre 280 : 初めて見せた表情 (Hajimete Miseta Hyojo) - Chapitre 281 : 鉄の獣 (Tetsu no Kemono) - Chapitre 282 : 不安の芽生え (Fuan no Mebae) - Chapitre 283 : 御恩返し (Goonkaeshi) - Chapitre 284 : 好き嫌いじゃない (Suki Kirai Janai) - Chapitre 285 : 監禁 (Kankin) |                  |                   |                |          |

## Réception
En décembre 2019, le magazine Brutus (ja) a inscrit Mao sur sa liste des « mangas les plus dangereux », qui comprenait des œuvres sur les thèmes les plus « stimulants » invitant à réfléchir.

### Œuvres

#### Édition japonaise
1. 1 2  (ja) « Tome 01 », sur Shōgakukan
2. 1 2  (ja) « Tome 02 », sur Shōgakukan
3. 1 2  (ja) « Tome 03 », sur Shōgakukan
4. 1 2  (ja) « Tome 04 », sur Shōgakukan
5. 1 2  (ja) « Tome 05 », sur Shōgakukan
6. 1 2  (ja) « Tome 06 », sur Shōgakukan
7. 1 2  (ja) « Tome 07 », sur Shōgakukan
8. 1 2  (ja) « Tome 08 », sur Shōgakukan
9. 1 2  (ja) « Tome 09 », sur Shōgakukan
10. 1 2  (ja) « Tome 10 », sur Shōgakukan
11. 1 2  (ja) « Tome 11 », sur Shōgakukan
12. 1 2  (ja) « Tome 12 », sur Shōgakukan
13. 1 2  (ja) « Tome 13 », sur Shōgakukan
14. 1 2  (ja) « Tome 14 », sur Shōgakukan
15. 1 2  (ja) « Tome 15 », sur Shōgakukan
16. 1 2  (ja) « Tome 16 », sur Shōgakukan
17. 1 2  (ja) « Tome 17 », sur Shōgakukan
18. 1 2  (ja) « Tome 18 », sur Shōgakukan
19. 1 2  (ja) « Tome 19 », sur Shōgakukan
20. 1 2  (ja) « Tome 20 », sur Shōgakukan
21. 1 2  (ja) « Tome 21 », sur Shōgakukan
22. 1 2  (ja) « Tome 22 », sur Shōgakukan
23. 1 2  (ja) « Tome 23 », sur Shōgakukan
24. 1 2  (ja) « Tome 24 », sur Shōgakukan
25. 1 2  (ja) « Tome 25 », sur Shōgakukan

#### Édition française
1. 1 2  « Tome 01 », sur Glénat
2. 1 2  « Tome 02 », sur Glénat
3. 1 2  « Tome 03 », sur Glénat
4. 1 2  « Tome 04 », sur Glénat
5. 1 2  « Tome 05 », sur Glénat
6. 1 2  « Tome 06 », sur Glénat
7. 1 2  « Tome 07 », sur Glénat
8. 1 2  « Tome 08 », sur Glénat
9. 1 2  « Tome 09 », sur Glénat
10. 1 2  « Tome 10 », sur Glénat
11. 1 2  « Tome 11 », sur Glénat
12. 1 2  « Tome 12 », sur Glénat
13. 1 2  « Tome 13 », sur Glénat
14. 1 2  « Tome 14 », sur Glénat
15. 1 2  « Tome 15 », sur Glénat
16. 1 2  « Tome 16 », sur Glénat
17. 1 2  « Tome 17 », sur Glénat
18. 1 2  « Tome 18 », sur Glénat
19. 1 2  « Tome 19 », sur Glénat